# TSV Kaldenkirchen
Der TSV Kaldenkirchen (offiziell: Turn- und Spielverein Kaldenkirchen 1885/07 e.V.) ist ein Sportverein aus dem Nettetaler Stadtteil Kaldenkirchen im Kreis Viersen. Die erste Fußballmannschaft spielte ein Jahr in der höchsten niederrheinischen Amateurliga.

## Geschichte
Im Jahre 1885 wurde mit dem Turnverein Kaldenkirchen die Urzelle des heutigen TSV gegründet. 1907 fusionierten die Vereine Germania Kaldenkirchen und Constantia Kaldenkirchen. Der Fusionsverein, dessen Name unbekannt ist, nannte sich ab 1916 Spielverein Kaldenkirchen. Am 5. Dezember 1945 fusionierten der Turnverein mit dem Spielverein zum heutigen Turn- und Spielverein Kaldenkirchen.
Sportlich erreichten die Fußballer des Spielvereins im Jahre 1920 die seinerzeit erstklassige Rheinische Westkreisliga, verpassten aber in der folgenden Saison die Qualifikation für die eingleisige Rheingauliga. Im Jahre 1930 gelang der Mannschaft der Aufstieg in die erstklassige Bezirksliga Niederrhein, wo sich die Kaldenkirchener drei Jahre halten konnten. In der Saison 1932/33 reichte es nur für den letzten Platz und das Spiel beim Gruppensieger Duisburger FV 08 wurde mit 2:14 verloren. Anschließend ging es auf Kreisebene weiter.
Nach Kriegsende spielte der nunmehrige TSV in der Bezirksklasse. Dort wurde die Mannschaft 1950 Vizemeister hinter dem Hülser FC, bevor die Kaldenkirchener vier Jahre später die Meisterschaft errangen und die Landesliga aufstiegen, die seinerzeit höchste Amateurliga am Niederrhein. Als Vorletzter ging es nach nur einem Jahr wieder hinunter in die Bezirksklasse, wo 1956 der direkte Wiederaufstieg geschafft wurde. Durch die gleichzeitige Einführung der Verbandsliga Niederrhein blieb der TSV in der zweithöchsten Amateurliga.
Der TSV etablierte sich in der Landesliga und kam in der Saison 1956/57 zu einem 9:0 über Alemannia Pfalzdorf. 1962 wurden die Kaldenkirchener Vizemeister hinter dem SV Hamborn 1890, bevor die Mannschaft ins Mittelmaß zurückfiel und 1967 in die Bezirksklasse abstieg. Der Verein kam nicht mehr über untere Spielklassen hinaus und spielt seit dem Abstieg im Jahre 2013 in der Kreisliga A.
Dagegen war die Handballmannschaft des TSV Kaldenkirchen erfolgreicher und spielte in den 2010er Jahren in der Verbandsliga.

## Persönlichkeiten
- Richard Adjei
- Hanns Backes
- Frank Habbe